# Organizatsia na Bulgarskite Skauty
Organizatsia na Bulgarskite Skauty – główna organizacja skautowa w Bułgarii. Członek WOSM od 1999 roku. Według danych z 2004 roku było w niej 2711 członków. Bułgarski skauting ma swoje początki w latach 1911–1913. Pierwsza organizacja skautowa powstała w 1923 roku. W latach 1924–1940 członek WOSM. W momencie wybuchu drugiej wojny światowej ruch liczył 60 tysięcy skautów. Po II wojnie światowej władze nie pozwoliły na reaktywację skautingu. Udaje się to dopiero po upadku Muru Berlińskiego. Do tego czasu w kraju działali pionierzy. W 1999 roku Bułgarzy wstąpili ponownie do WOSM jako 151 członek organizacji. Organizatsia na Bulgarskite Skauty to organizacja koedukacyjna. Oparta jest na wolontariacie. Bułgarskie prawo skautowe jest bardzo podobne do polskiego.